# Romualdo Belloli
Pour l’article ayant un titre homophone, voir Belloli.
Romualdo Belloli, né le 6 décembre 1813 à Scandiano et mort le 25 octobre 1890 à San Ruffino (it), est un peintre, graveur et aquarelliste romantique italien du XIXe siècle. 

## Biographie
Né à Scandiano en 1813, Romualdo Belloli a travaillé à l'atelier de Paolo Toschi à Parme, et plus tard, à Milan. Quelques-unes de ses peintures à l'aquarelle, effectuées entre 1840 et 1841 représentant des fresques de Corrège, sont aujourd'hui conservées dans la collection de Toschi à la Galerie nationale de Parme.
Belloli meurt en 1890 à San Ruffino (it) de Scandiano, près de Reggio en 1890. Certaines autres sources affirment qu'il est mort en 1885.

## Œuvres
Il a reproduit plusieurs œuvres à la gravure ou à l'aquarelle comme Le luthier, aujourd'hui exposé à la Galerie des offices.
Liste non-exhaustive de ses œuvres :
- Madeleine de France, gravure d'après Romualdo Belloli, 30,7 × 23,3 cm, entre 1830 et 1850, Royal Collection (Royal Collection Trust)[3] ;
- La Pietà en la Cappella degli Scrovegni, gravure d'après l'original de Giotto di Bondone, Eugen Eduard Schäffer (cy) (graveur) et Romualdo Belloli (dessin), 32,8 × 37 cm, entre 1851 et 1852, National Gallery of Victoria[4].